# Franklin Standard
Franklin Standard Johnson (ur. 8 czerwca 1949 w Hawanie, zm. 7 października 2021) – kubański koszykarz. Brązowy medalista olimpijski z Monachium.
Brał udział w dwóch igrzyskach (IO 68, IO 72). W 1968 Kubańczycy zajęli jedenaste, a w 1972 trzecie miejsce. W 1971 był brązowym medalistą igrzysk panamerykańskich. Brał również udział w mistrzostwach świata w 1970.